# Documentazione tecnica
La documentazione in ambito tecnico consiste in quel complesso di documenti e materiali idonei a fornire supporto e conoscenza in determinati ambiti.

## Documentazione in ambito informatico
Soprattutto in campo informatico, comprende il materiale utile alla comprensione delle caratteristiche e funzionalità di un dato sistema, strumento o procedura.  Solitamente diffusa in formato elettronico o cartaceo si suddivide in diverse categorie: guide, manuali, howto, FAQ, ecc. Ognuna di esse ha scopi e caratteristiche diverse, variando ad esempio la specificità dell'argomento, la sua strutturazione nonché  il livello di approfondimento. Ad esempio gli HowTo sono specificatamente indirizzati alla risoluzione di un preciso problema, mentre le guide sono solitamente di più ampio respiro.
La documentazione ha assunto sempre più un'importanza rilevante nel mondo informatico, sviluppando la necessità  di nuove figure professionali capaci di fornire la giusta unione di conoscenze approfondite dell'argomento descritto ed adeguate capacità espressive. Sebbene spesso la documentazione sia scritta dallo stesso sviluppatore o progettista del sistema, si sta incrementando il numero di documentatori, professionisti dediti esclusivamente alla documentazione di sistemi.
Oltre alla documentazione rivolta agli utenti esistono documentazioni di tipo più tecnico, indirizzate specificatamente agli sviluppatori di software. Esse possono descrivere ad esempio le API, le Strutture dati e gli algoritmi di un dato componente. Costituiscono documentazione anche i commenti inseriti direttamente nel codice sorgente dai programmatori. A tale riguardo sono stati sviluppati software capaci di estrarli e generare automaticamente documentazione ben strutturata ed esportabile in vari formati.